# Герб Единбурга
Герб Единбурга, а точніше герб міської ради, був зареєстрований Геральдичним королем лорда Ліона в 1732 році, неофіційно використовувався на кілька століть раніше. Центральним символом є геральдичний замок, який символізує Единбурзький замок.

## Символізм
Замок являє собою Единбурзький замок, головну пам'ятку Единбурга. Клейнод, якір, символізує посаду лорда-ректора як адмірала Ферт-оф-Форта. Права щитотримачка, «жінка в пишному вбранні з волоссям, що звисає на плечі», символізує той факт, що Единбурзький замок історично був відомий як «Замок дів», ймовірно, через те, що він використовувався для захисту принцес і шляхтанок під час війни. Ліва щитотримачка, лань, нагадує святого покровителя міста Святого Джайлза, який провів більшу частину свого життя на самоті в лісах Провансу, лише з ланню для компанії.
Девіз Nisi Dominus Frustra означає «Крім Господа марно», скороченої версії вірша з Псалма 127: «Коли дому Господь не будує, марно працюють його будівничі при ньому! Коли міста Господь не пильнує, даремно сторожа чуває!».

## Суперечка
Починаючи з XIV століття, якщо не раніше, Единбург, як і інші королівські міста Шотландії, використовував різні гербові символи, зокрема на печатках. Герб був офіційно наданий геральдичним королем лордом Ліоном у 1732 році та зареєстрований у першому томі Державного реєстру всіх гербів та клейнодів Шотландії.
У Шотландії законодавчою вимогою є реєстрація гербів у лорда Ліона, який відповідає за регулювання системи шотландської геральдики, у процесі, відомому як «матрикуляція». У 1732 році було розпочато позов проти Единбурзької міської ради за те, що вона не зареєструвала герб міста; після чого Рада отримала юридичний висновок, «що місто не буде прив'язане законом до matriculat». Единбург попросив Конвент королівських міст зробити це тестовим прикладом. Конвент схвалив витрати на захист позову, і рахунки міського казначея зафіксували запис про судові збори, але жодних записів про будь-які подальші дії не існує, що свідчить про те, що справу було припинено.
Тема знову була піднята в 1771 році, коли Ліон випустив загальну заяву про те, що «всі особи, будь то шляхтичі, джентрі, міста або корпоративні органи, які вживають герб будь-яким чином або способом, який зафіксовано в термінах Закону… поступатися або надішліть до Ліонського офісу звіт про такий герб та титул, за яким вони претендують на її вживання». Отримавши копію цієї заяви, Рада відреагувала, відмовившись виконувати вимоги на тій підставі, що королівські міста Шотландії «мали привілей використовувати печатки та герби з далекого періоду, який значно застарів Акти 1592 і 1672 років, з яких лорд Ліон вивів свою юрисдикцію, і що, оскільки жоден із цих актів конкретно не згадує міста, вони не застосовуються до них» (імовірно, така сама позиція, яка була прийнята в 1732 році). Через три роки в протоколі Ради від 23 листопада 1774 року було зафіксовано «відкриття» серед паперів единбурзького адвоката, який, імовірно, працював від Ради понад 40 років тому, свідоцтва про зрілість «Гербового знака символу або герба доброго міста Единбург», підписаний Ліоном і датований 21 квітня 1732 р. Виявлення цього сертифікату, здається, закрило справу, що стосується Единбурга, але інші бурги прийняли позицію Единбурга щодо невідповідності зрілості. Коли в 1786 році Конвент вирішив отримати печатку для власного використання, він відмовився визнати юрисдикцію Ліона над цим питанням, і печатка була отримана лише в 1821 році. Жоден герб не був зареєстрований Конвенцією до кінця її існування до її розпуску в 1975 році.

## Остання версія
Традиційний герб використовувався міською радою Единбурга до реорганізації місцевого самоврядування в Шотландії в травні 1975 року, коли її змінила районна рада міста Единбург і було надано новий герб на основі попереднього. У 1996 році подальша реорганізація місцевого самоврядування призвела до створення міської ради Единбурга, і герб знову було змінено.
Щит виглядає як четвертування на гербі Його Королівської Високості Герцога Единбурзького.

## Галерея

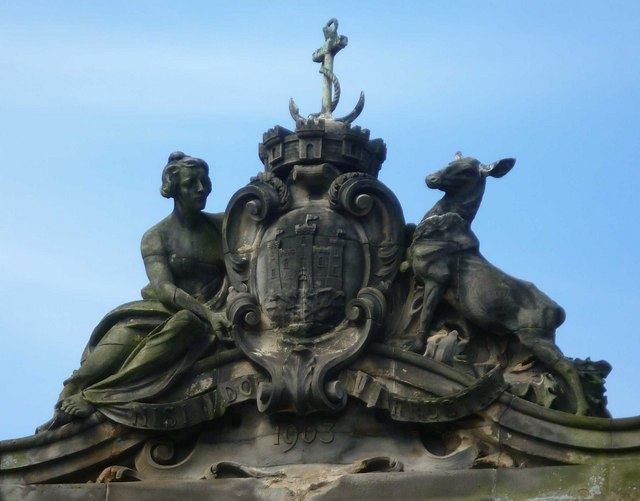
Герб на міських палатах
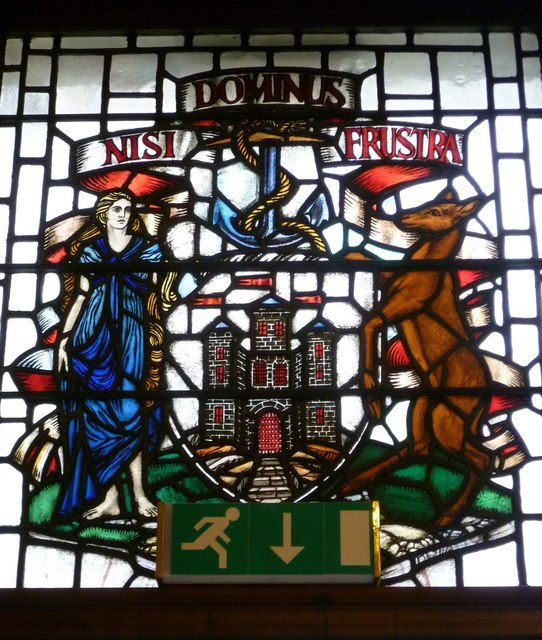
Герб на вікні в міських палатах
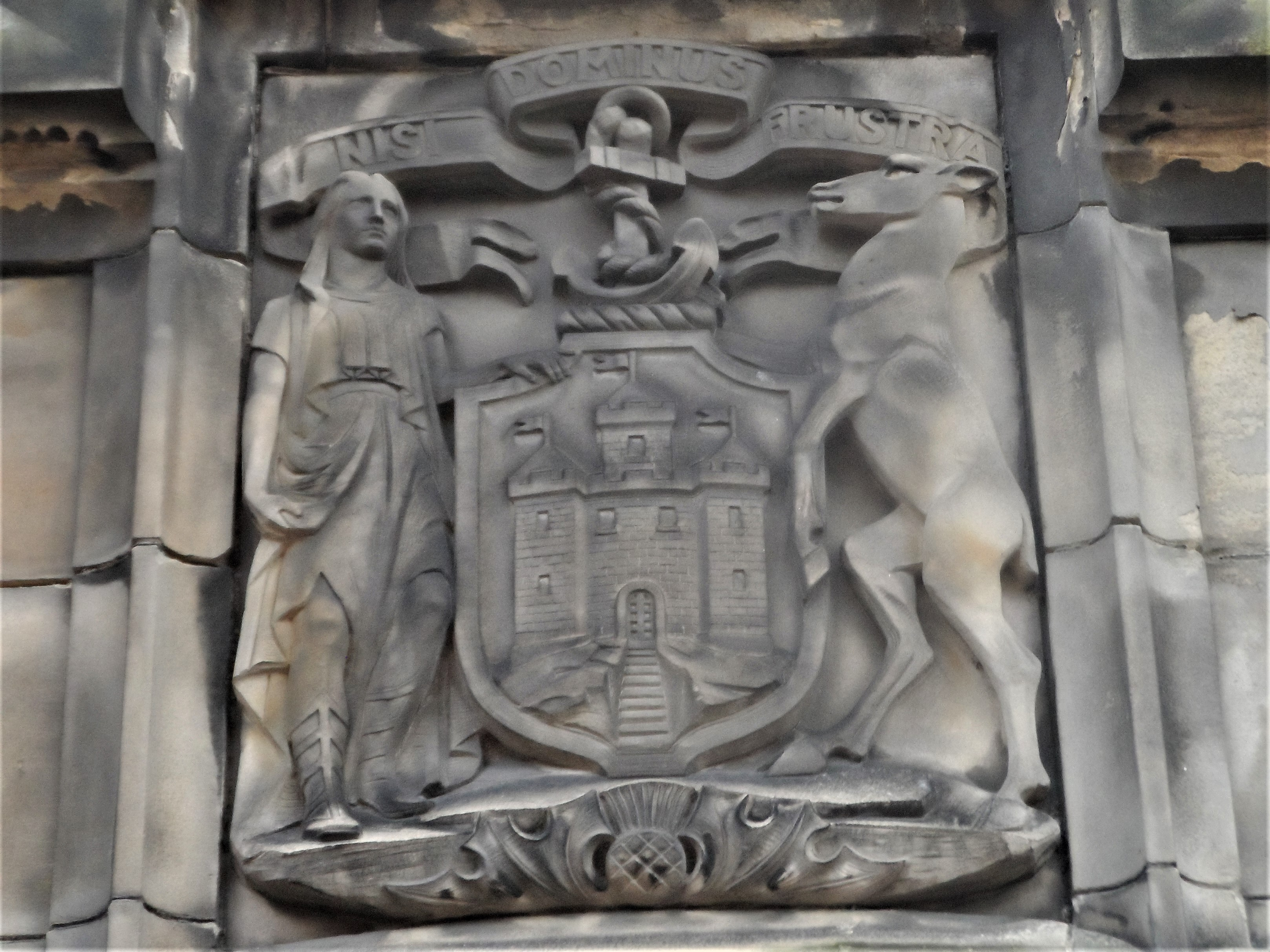
Різьба по каменю
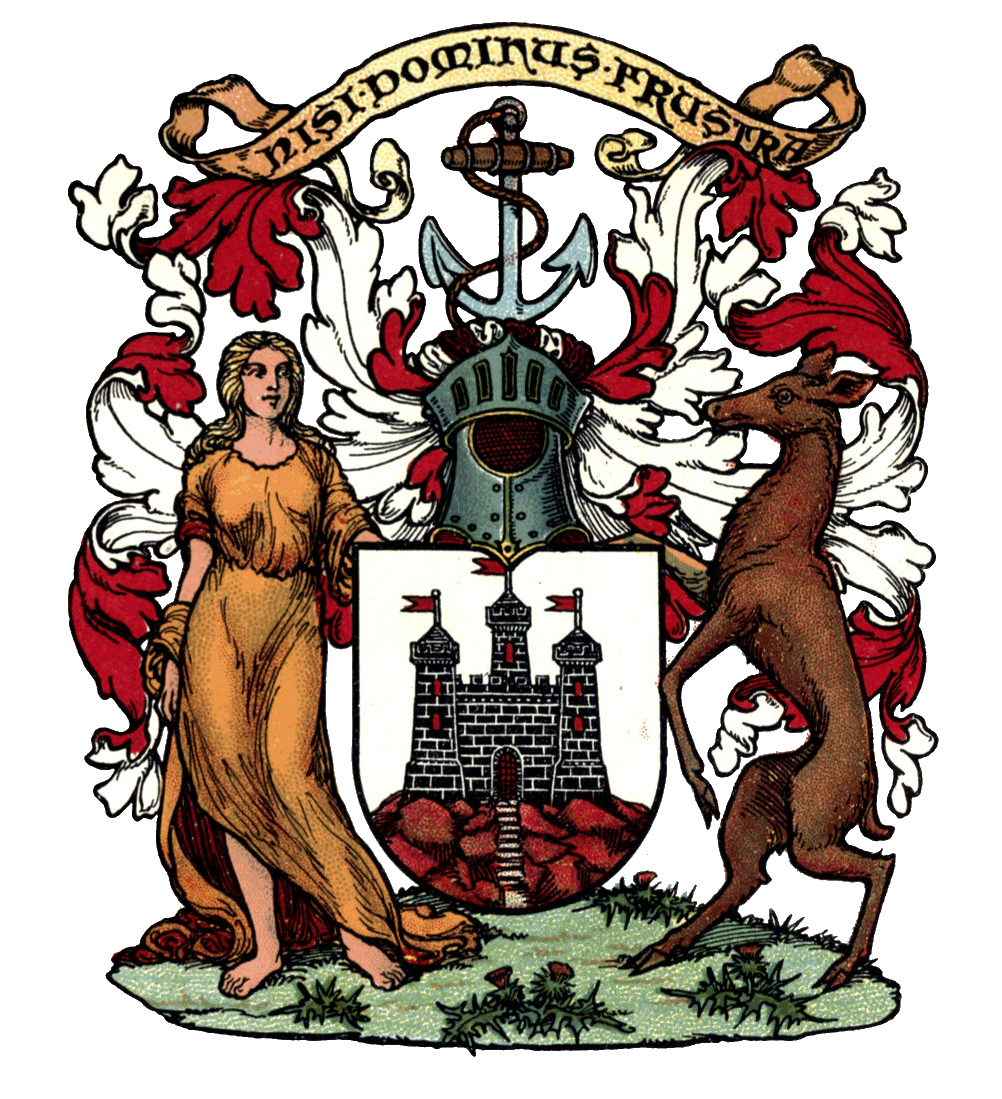
Версія герба з шоломом
Версія герба з шоломом
Геральдичний прапор